# Kyle Lowry
Kyle Terrell Lowry (Filadélfia, 25 de março de 1986) é um jogador norte-americano profissional de basquete que atualmente joga no Philadelphia 76ers da National Basketball Association (NBA).
Lowry jogou duas temporadas de basquete universitário na Universidade Villanova antes de ser selecionado pelo Memphis Grizzlies como a 24ª escolha geral no draft da NBA de 2006.
Com o Toronto Raptors, ele foi selecionado seis vezes para o All-Star Game e venceu o título da NBA em 2019, o primeiro título na história da franquia.
Ele era membro da Seleção Americana que ganhou uma medalha de ouro nos Jogos Olímpicos de Verão de 2016.

## Primeiros anos
Nascido e criado no norte da Filadélfia, Lowry é filho de Marie Holloway e Lonnie Lowry. Seu pai morava a 10 minutos da casa da família, que também incluía a prima de Lowry, Laquita. Lonnie se afastou da família quando Kyle tinha cerca de sete anos de idade, deixando ele e seus irmãos para serem criados por sua mãe (que trabalhava na Receita Federal e nos Correios dos EUA), bem como por sua avó disciplinadora (que trabalhava no Dunkin Donuts).
Kyle atribui sua sobrevivência e bem-estar a seu irmão, Lonnie Jr., por garantir que ele não seguisse o mesmo caminho de seus amigos de infância que não estão mais vivos, incluindo não permitir que Kyle tenha tatuagens e piercings. Seu irmão também foi fundamental para ensiná-lo a jogar basquete, jogando basquete juntos contra meninos mais velhos. Seu irmão também pesquisou anúncios de jornal para testes de basquete e garantiu que Lowry chegaria lá.

## Carreira no ensino médio
Lowry estudou na Cardinal Dougherty High School na Filadélfia e jogou como armador do time de basquete da escola.
Considerado um recruta de cinco estrelas pela Rivals.com, ele foi listado como o 6° melhor armador e o 28° melhor jogador dos EUA em 2004.

## Carreira universitária
Em sua temporada de calouro em Villanova, Lowry foi nomeado para a Equipe de Novatos da Big East. Em 24 jogos, ele teve médias de 7,5 pontos, 3,2 rebotes, 2,0 assistências e 1,3 roubadas de bola.
Em sua segunda temporada, ele foi nomeado para a Segunda-Equipe da Big East e para a Primeira-Equipe da Big 5. Em 33 jogos, ele teve médias de 11,0 pontos, 4,3 rebotes, 3,7 assistências e 2,3 roubadas de bola.
Em 27 de fevereiro de 2020, a camisa nº 1 de Lowry foi aposentada por Villanova.

## Carreira profissional

### Memphis Grizzlies (2006–2009)
Lowry foi selecionado pelo Memphis Grizzlies como a 24ª escolha geral no draft da NBA de 2006. Ele jogou em 10 jogos antes de sofrer uma lesão no pulso contra o Cleveland Cavaliers em 21 de novembro de 2006. Subsequentemente, ele foi submetido a uma cirurgia que o impediu de jogar no resto da temporada.
Ele voltou para a temporada de 2007-08 e jogou em todos os 82 jogos pelos Grizzlies. Essa temporada viu Lowry e Mike Conley Jr. competindo pelo tempo de jogo e pela titularidade. Em janeiro de 2009, Lionel Hollins foi nomeado treinador da equipe e Lowry foi informado de que a equipe se dedicaria a Conley. Ele ficou descontente e alguns membros da organização o consideraram uma má influência pro elenco.

### Houston Rockets (2009–2012)

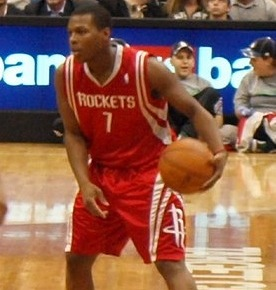
Lowry jogando pelo Houston Rockets em novembro de 2009

Em 19 de fevereiro de 2009, Lowry foi negociado com o Houston Rockets em um acordo de três equipes envolvendo o Grizzlies e o Orlando Magic. Em Houston, Lowry passou a apreciar a tutela de seu novo treinador, Rick Adelman. Com os Rockets chegando aos playoffs em 2009, ele jogou na pós-temporada pela primeira vez em sua carreira.
Na temporada de 2009-10, Lowry foi reserva de Aaron Brooks. Em 18 de dezembro de 2009, ele registrou 26 pontos, 10 assistências, seis rebotes e cinco roubadas de bola em uma vitória por 116-108 sobre o Dallas Mavericks.
Em 30 de junho de 2010, Lowry assinou uma oferta qualificatória com os Rockets e se tornou um agente livre restrito. Em 13 de julho de 2010, ele aceitou uma proposta do Cleveland Cavaliers no valor de US$ 23,5 milhões em quatro anos. Os Rockets rapidamente igualaram a oferta e mantiveram Lowry.
Na temporada de 2010-11, Lowry foi titular em 71 dos 75 jogos em que jogou e sua reputação na liga começou a se solidificar. Em 3 de dezembro, ele registrou 28 pontos e 12 assistências na vitória por 127-111 sobre o Memphis Grizzlies. Em 17 de dezembro, em outra vitória sobre os Grizzlies, Lowry registrou 17 pontos e 18 assistências. Em 16 de fevereiro, ele marcou 36 pontos em uma derrota de 114-105 para o Philadelphia 76ers. Em 8 de março, ele marcou 32 pontos em uma derrota de 113-110 para o Phoenix Suns.
Em 20 de março, ele teve seu primeiro triplo-duplo da carreira com 28 pontos, 11 rebotes e 10 assistências em uma vitória de 110-108 sobre o Utah Jazz, tornando-se o quarto jogador dos Rockets desde 2002 a ter um triplo-duplo. Posteriormente, ele foi nomeado o Jogador da Semana na Conferência Oeste.
Com a saída de Adelman após a temporada de 2010-11, Lowry entrou em choque com o novo treinador Kevin McHale. Na curta temporada de 2011-12, ele jogou em 47 jogos, perdendo 15 jogos em março e abril com uma infecção bacteriana que exigiu hospitalização. Com Lowry fora, Goran Dragić jogou bem e os Rockets decidiram que poderiam trocar Lowry para reduzir seu teto salarial e adquirir escolhas de draft durante a pós-temporada.

### Toronto Raptors (2012-2021)

#### 2012–13: Primeiro ano em Toronto
Em 11 de julho de 2012, Lowry foi negociado com o Toronto Raptors em troca de Gary Forbes e uma futura escolha da primeira rodada.
Lowry teve médias de mais de 23 pontos e sete assistências nos três primeiros jogos da temporada, mas se machucou durante o quarto jogo da equipe, uma derrota para o Oklahoma City Thunder em 6 de novembro de 2012. Ao retornar, foi reserva de José Calderón mas recuperou a posição quando ele foi negociado em 30 de janeiro de 2013. Apesar da troca, que pretendia ajudar os Raptors a voltar à relevância, o time terminou a temporada com um recorde de 34-48 e não se classificou para os playoffs.
Em 31 de maio de 2013, Masai Ujiri foi contratado como o novo gerente geral dos Raptors, substituindo Bryan Colangelo. Ujiri acreditava que Lowry tinha potencial para ser uma estrela, mas descobriu que sua reputação na NBA tinha mais a ver com sua história de confronto com treinadores e sua linguagem corporal do que com seu talento. Ujiri desafiou Lowry durante as reuniões para ser um melhor jogador e um líder: "Você quer ser um jogador de US $ 3 milhões pelo resto de sua carreira...", lembra Ujiri, perguntando a Lowry: "... ou você quer ser um jogador de US $ 10 milhões ou mais?" Lowry também recebeu orientação de Chauncey Billups: "ele me pressionou mentalmente a me desafiar", lembrou ele. Receptivo aos conselhos que recebeu, Lowry estava ansioso pela próxima temporada, entrando no campo de treinamento saudável pela primeira vez em várias temporadas.

#### 2013–14: Melhora individual e em equipe
Até Rudy Gay ser negociado com o Sacramento Kings, os Raptors começaram a temporada de 2013-14 com um recorde de 6-12. Após a troca, DeMar DeRozan, se aproximou de Lowry e os dois decidiram se apropriar da equipe, sabendo que ambos poderiam ser trocados se a gerência decidisse reconstruir em vez de competir por um lugar nos playoffs.
Os Raptors pós-Gay rapidamente emergiram como uma das melhores equipes da Conferência Leste e muitos citaram a forte atuação e liderança de Lowry como um fator significativo em seu sucesso. A equipe terminou a temporada com o melhor recorde da história da franquia, 48-34, sendo o terceiro na Conferência Leste e o primeiro na Divisão Atlântica pela segunda vez na história da franquia. Eles foram para os playoffs pela primeira vez desde 2008, mas perderam na primeira rodada para o Brooklyn Nets,
Nessa temporada, Lowry teve suas melhores médias da carreira com 17,9 pontos, 7,4 assistências e 4,7 rebotes durante a temporada regular e 21,1 pontos, 4,7 assistências e 4,7 rebotes durante os playoffs.
Lowry entrou no período de entressafra como um dos agentes livres mais cobiçados da NBA, atraindo o interesse do Miami Heat, Houston Rockets e outras equipes. Em 10 de julho de 2014, ele assinou novamente com os Raptors em um contrato de quatro anos e US$ 48 milhões.

#### 2014–15: Primeira temporada All-Star

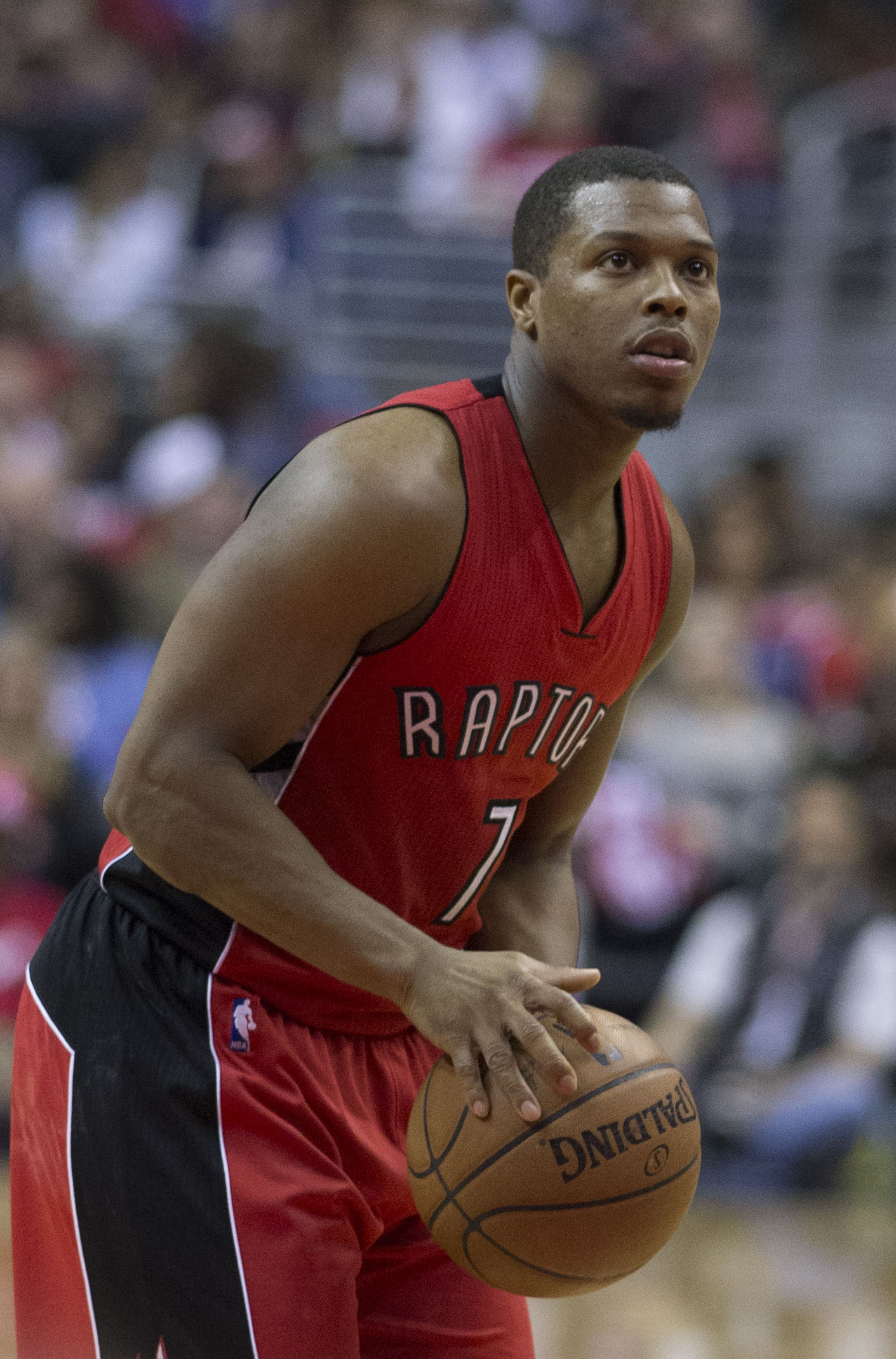
Lowry com o Toronto Raptors em abril de 2015

Os Raptors e Lowry continuaram jogando bem na temporada seguinte e a equipe voltou a emergir como uma das principais da Conferência Leste. Em 7 de novembro de 2014, Lowry se tornou o líder de todos os tempos da equipe em triplos-duplos com um desempenho de 13 pontos, 10 assistências e 11 rebotes em uma vitória contra o Washington Wizards. Foi o sexto triplo-duplo de Lowry e o quarto nos Raptors, passando Damon Stoudamire, que tinha o recorde anterior na franquia.
Em 3 de dezembro, ele marcou 39 pontos em uma vitória contra o Utah Jazz. Em 5 de janeiro de 2015, Lowry foi nomeado o Jogador da Conferência Leste do mês de dezembro de 2014, tornando-o apenas o segundo jogador dos Raptors, depois de Chris Bosh, a receber esse reconhecimento. Lowry teve médias de 22,3 pontos, 8,9 assistências e 4,2 rebotes durante o mês, vencendo o Jogador da Semana durante a primeira semana e ajudando a levar os Raptors a um recorde de 11-4.
Em 22 de janeiro de 2015, Lowry foi chamado para o All-Star Game pela primeira vez quando foi anunciado como titular da Conferência Leste. Ele se tornou o terceiro jogador dos Raptors a ser votado como titular, depois de Vince Carter e Bosh. Lowry terminou o All-Star com 10 pontos, oito assistências, três rebotes e quatro roubadas de bola em uma derrota para o Oeste.
Em 16 de março de 2015, Lowry registrou seu sétimo triplo-duplo da carreira com 20 pontos, 11 rebotes e 10 assistências na vitória de 117-98 sobre o Indiana Pacers. Os Raptors terminou a temporada de 2014-15 com um recorde de 49-33, sendo o quarto no Leste e o primeiro no Atlântico, mas foi varrido na primeira rodada pelo Washington Wizards, apesar de entrar na série com vantagem de quadra.
Lowry teve médias de 17,8 pontos, 6,8 assistências e 4,7 rebotes em 70 jogos durante a temporada regular, mas teve médias decepcionantes de 12,3 pontos, 4,8 assistências e 5,5 rebotes nos playoffs, com muitos questionando sua condição física durante a série.

#### 2015–16: All-NBA
Após seu desempenho decepcionante nos playoffs, Lowry entrou na temporada de 2015-16 com um físico visivelmente mais magro, parecendo "tão elegante e em forma quanto ele jamais esteve durante sua carreira de quase uma década na NBA", de acordo com o escritor do Toronto Sun, Ryan Wolstat. Lowry explicou que queria estar preparado "para 82 jogos e um longo playoffs".
Em 18 de janeiro de 2016, Lowry empatou o seu recorde de cestas de três pontos em um jogo com sete, marcando 31 pontos no total, em uma vitória por 112-100 sobre o Brooklyn Nets. Em 21 de janeiro, ele foi nomeado como titular no All-Star Game.
Em 1º de fevereiro, em uma derrota por 112-93 para o Denver Nuggets, Lowry passou Alvin Williams e se tornou o segundo na lista de mais assistências da franquia. No dia seguinte, Lowry e seu companheiro de equipe, DeMar DeRozan, foram selecionados como co-vencedores do prêmio Jogador do Mês da Conferência Leste. A dupla ajudou a equipe a ter um recorde de 12-2 no mês.
Em 22 de fevereiro, ele teve seu oitavo triplo-duplo da carreira com 22 pontos, 11 assistências e 11 rebotes na vitória por 122-95 sobre o New York Knicks. Quatro dias depois, ele registrou 43 pontos, nove assistências, cinco rebotes e quatro roubadas de bola em uma vitória de 99-97 sobre o Cleveland Cavaliers. Em 29 de fevereiro, ele foi nomeado Jogador da Semana da Conferência Leste pelos jogos disputados de 22 a 28 de fevereiro. Em 21 de março, ele foi novamente nomeado Jogador da Semana da Conferência Leste pelos jogos disputados de 14 a 20 de março, tornando-se o primeiro jogador dos Raptors desde Chris Bosh em 2009 a ganhar o prêmio várias vezes na mesma temporada.
Em 30 de março, ele registrou 17 pontos, 11 assistências e seis rebotes em uma vitória por 105-97 sobre o Atlanta Hawks, ajudando os Raptors a alcançarem 50 vitórias pela primeira vez na história da franquia. A equipe terminou a temporada regular com um recorde de 56–26, sendo o primeiro na Divisão do Atlântico pelo terceiro ano consecutivo e o segundo na Conferência Leste.
Lowry entrou nos playoffs sofrendo de bursite no cotovelo. Apesar das limitações de Lowry, os Raptors derrotou o Indiana Pacers em sete jogos, vencendo sua segunda série de playoffs na história da franquia, a primeira desde 2001 e a primeira série de sete jogos. No Jogo 3 da segunda rodada contra o Miami Heat, Lowry fez 33 pontos em uma vitória por 95-91. No Jogo 6 da série, ele fez 36 pontos em uma derrota por 103-91. No Jogo 7 da série, ele registrou 35 pontos, 9 assistências, 7 rebotes e 4 roubadas de bola em uma vitória de 116-89, ajudando os Raptors a avançar para as finais da Conferência Leste pela primeira vez na história da franquia.
No Jogo 4 das Finais da Conferência contra o Cleveland Cavaliers, Lowry marcou 35 pontos na vitória por 105-99 e empatou a série em 2 a 2. No Jogo 6 da série, ele marcou novamente 35 pontos, mas foi incapaz de forçar um Jogo 7, com a derrota por 113-87 tirando os Raptors dos playoffs.
Com sua primeira seleção para a Terceira-Equipe All-NBA, ele se juntou a Vince Carter e Chris Bosh como os únicos jogadores na história da franquia a receber esse reconhecimento.

#### 2016–17: Melhores médias de pontuação

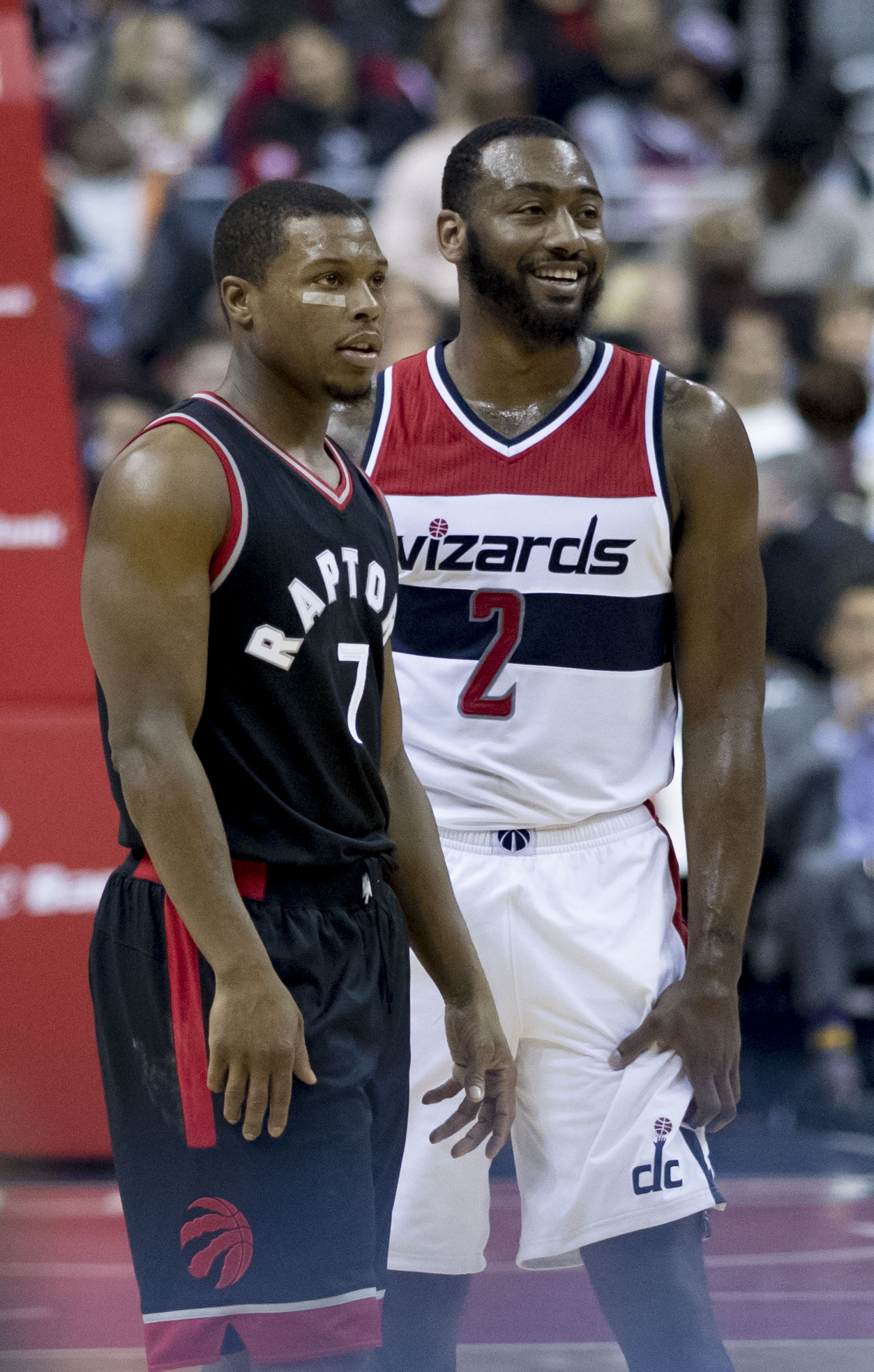
Lowry e John Wall em 2016.

Em 28 de novembro de 2016, Lowry estabeleceu um recorde da franquia ao acertar todos as seis tentativas de arremessos de três pontos em uma vitória por 122-95 sobre o Philadelphia 76ers. Em 23 de dezembro, ele marcou 36 pontos em uma vitória por 104-98 sobre o Utah Jazz. Em 1 de janeiro de 2017, ele marcou 20 de seus 41 pontos no quarto quarto da vitória por 123-114 sobre o Los Angeles Lakers.
Em 5 de fevereiro de 2017, ele teve seu nono triplo-duplo da carreira com 15 pontos, 11 rebotes e 11 assistências em uma vitória por 103-95 sobre o Brooklyn Nets. No dia seguinte, na vitória dos Raptors por 118-109 sobre o Los Angeles Clippers, Lowry se tornou o líder da franquia em cestas de três pontos, chegando a marca de 802.
Em 5 de abril de 2017, ele retornou de uma ausência de 18 jogos com uma lesão no pulso, jogou 42 minutos e registrou 27 pontos e 10 assistências para ajudar os Raptors a superar um déficit de 20 pontos e chegar a uma vitória por 105-102 sobre o Detroit Pistons.
Na segunda rodada dos playoffs contra o Cleveland Cavaliers, Lowry torceu o tornozelo esquerdo no Jogo 2 e agravou a lesão ao tentar se aquecer para o Jogo 3. Os Raptors foram eliminados dos playoffs com uma derrota por 4-0.
Após os playoffs, Lowry recusou sua opção de renovação de US $ 12 milhões e se tornou um agente livre irrestrito.

#### 2017–18: Recorde da franquias em vitórias
Em 7 de julho de 2017, Lowry assinou um novo contrato de três anos e US$ 100 milhões com os Raptors. Com 19 pontos contra o Boston Celtics em 12 de novembro, Lowry passou Andrea Bargnani (6.581 pontos) para o quarto lugar na lista dos maiores marcadores da franquia.
Em 25 de novembro, ele registrou 15 pontos e 13 rebotes em uma vitória por 112-78 sobre o Atlanta Hawks. Quatro dias depois, ele marcou 36 pontos em uma vitória de 126-113 sobre o Charlotte Hornets. Em 15 de dezembro, ele teve sua 11ª triplo-duplo da carreira com 10 pontos, 10 rebotes e 12 assistências na vitória de 120-87 sobre o Brooklyn Nets.
Em 20 de janeiro de 2018, ele marcou 40 pontos em uma derrota de 115-109 para o Minnesota Timberwolves. Três dias depois, ele foi selecionado como reserva para o All-Star Game, marcando sua quarta seleção consecutiva.
Em 8 de fevereiro de 2018, em uma vitória por 113-88 sobre o New York Knicks, Lowry ultrapassou a marca de 11.000 pontos na carreira. Em 23 de março de 2018, ele teve seu décimo triplo-duplo como um jogador dos Raptors com 25 pontos, 12 assistências e 10 rebotes em uma vitória de 116-112 sobre os Nets.
No Jogo 2 da primeira rodada dos playoffs contra o Washington Wizards, Lowry registrou 13 pontos e 12 assistências, enquanto Toronto assumiu a liderança por 2-0 em uma série de playoffs pela primeira vez na história da franquia. No Jogo 6, Lowry marcou 24 pontos em uma vitória por 102-92. Na segunda rodada, os Raptors foram varridos pelo segundo ano consecutivo pelo Cleveland Cavaliers.

#### 2018–19: Título da NBA

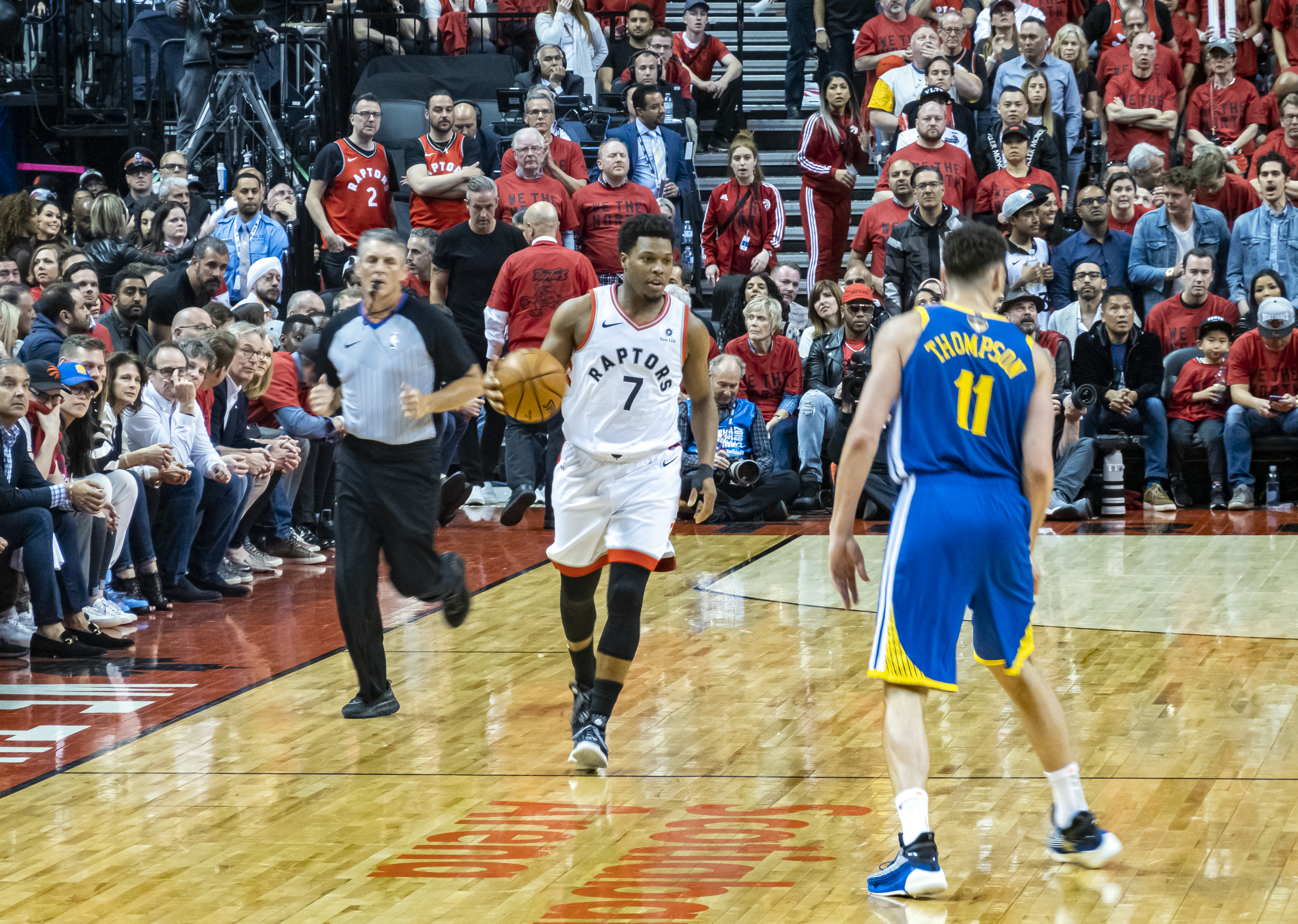
Lowry no Jogo 2 das Finais da NBA de 2019

No jogo de abertura da temporada dos Raptors, Lowry registrou 27 pontos e oito assistências em uma vitória por 116-104 sobre o Cleveland Cavaliers. Em 26 de outubro, ele teve 20 pontos e 12 assistências na vitória por 116-107 sobre o Dallas Mavericks, registrando 10 ou mais assistências pelo quarto jogo consecutivo. Em 30 de outubro, em uma vitória por 129-112 sobre o Philadelphia 76ers, Lowry registrou 20 pontos e 13 assistências, estendendo sua série de jogos com dois dígitos de assistências para seis. Essa sequência terminou com nove jogos.
Em 21 de novembro, ele teve seu 13ª triplo-duplo da carreira com 21 pontos, 17 assistências e 12 rebotes em uma vitória por 124-108 sobre o Atlanta Hawks. Lowry perdeu 10 jogos entre 14 de dezembro e 5 de janeiro devido a uma dor na coxa esquerda (quatro jogos) e uma dor lombar (seis jogos).
Em 3 de março, ele marcou 35 pontos em uma derrota por 112-107 contra o Detroit Pistons. Em 8 de março, ele teve 13 pontos, 12 assistências e 11 rebotes em uma vitória de 127-104 sobre o New Orleans Pelicans.
No Jogo 1 das finais da Conferência Leste contra o Milwaukee Bucks, Lowry marcou 30 pontos em uma derrota por 108-100. No Jogo 5, Lowry superou DeMar DeRozan (1.117) como maior pontuador da franquia em playoffs. No Jogo 6, ele marcou 17 pontos para ajudar a liderar os Raptors para as Finais da NBA pela primeira vez. No Jogo 6 das Finais da NBA de 2019, Lowry registrou 26 pontos, 10 assistências e sete rebotes em uma vitória de 114-110 sobre o Golden State Warriors, ajudando assim os Raptors a vencer seu primeiro título da NBA na história da franquia.

#### 2019–20: 6ª Seleção All-Star consecutiva
Em 7 de outubro de 2019, Lowry assinou uma extensão de um ano e US$ 31 milhões com os Raptors.
Em 2 de novembro de 2019, Lowry marcou 36 pontos, o recorde da temporada, em uma derrota por 115-105 para o Milwaukee Bucks. Em 8 de novembro de 2019, ele machucou o polegar durante a vitória por 122–102 sobre o New Orleans Pelicans e ficou de fora por 2 semanas, perdendo 12 jogos. Em 3 de dezembro de 2019, ele fez seu retorno contra o Miami Heat e registrou 12 pontos, 6 rebotes, 11 assistências, 1 roubo e 1 bloqueio em uma derrota por 121-110.
Em 22 de dezembro de 2019, Lowry marcou 20 de seus 32 pontos no quarto quarto de uma vitória de 110–107 contra o Dallas Mavericks, ajudando os Raptors a superar um déficit de 30 pontos, tornando-se a maior vitória de virada na história da franquia e a primeira vitória de virada de 30 pontos em dez anos. Em 23 de dezembro de 2019, ele foi nomeado Jogador da Semana da Conferência Leste pelos jogos disputados entre 16 e 22 de dezembro.
Em 1º de agosto de 2020, Lowry registrou 33 pontos e 14 rebotes, o recorde de sua carreira, na vitória por 107-93 sobre o Los Angeles Lakers. Este foi o primeiro jogo dos Raptors na bolha de Orlando, retornando de um hiato de 4 meses devido à pandemia de COVID-19. Os Raptors não conseguiu defender o título, sendo eliminado em sete jogos pelo Boston Celtics na segunda rodada.

#### 2020–21: Temporada final em Toronto
Em 14 de janeiro de 2021, depois de registrar 16 pontos, seis rebotes e 12 assistências, o recorde da temporada, na vitória de 111–108 contra o Charlotte Hornets, Lowry registrou sua 4.000ª assistência pelos Raptors, juntando-se a Stephen Curry e Damian Lillard como os únicos jogadores com mais de 4.000 assistências em seus times atuais.
Em 27 de janeiro de 2021, após uma rápida cesta de três pontos contra o Milwaukee Bucks, Lowry alcançou 10.000 pontos com os Raptors, juntando-se a Chris Bosh e DeMar DeRozan como os únicos jogadores a atingir esse marco com a franquia. Em 2 de fevereiro de 2021, ele teve seu primeiro triplo-duplo da temporada com 14 pontos, 10 rebotes e 10 assistências na vitória por 123-108 contra o Orlando Magic. Em 26 de fevereiro de 2021, Lowry teve seu segundo triplo-duplo da temporada com 20 pontos, 11 rebotes e 10 assistências na vitória por 122-111 contra o Houston Rockets. Em 4 de março de 2021, ele teve 19 assistências em uma derrota por 132-125 contra o Boston Celtics. Em 2 de maio de 2021, Lowry teve 37 pontos e 11 assistências na vitória por 121-114 contra o Los Angeles Lakers.

### Miami Heat (2021–2024)
Em 6 de agosto de 2021, o Miami Heat adquiriu Lowry em troca de Goran Dragić e Precious Achiuwa.
Em 6 de novembro de 2021, Lowry registrou seu primeiro triplo-duplo com o Heat e seu 19º triplo-duplo da carreira em uma vitória por 118-115 sobre o Utah Jazz com 20 pontos, 12 rebotes e 10 assistências.
Lowry liderou o Heat para a primeira posição na Conferência Leste com um recorde de 53-29. Durante os playoffs de 2022, Lowry perdeu vários jogos devido a uma lesão no tendão. Em 27 de maio, no Jogo 6 das finais da Conferência Leste, Lowry registrou um duplo-duplo de 18 pontos e 10 assistências na vitória por 111-103 sobre o Boston Celtics. No Jogo 7 decisivo, o Heat foi eliminado em uma derrota por 100-96.
Em 11 de abril de 2023, durante o play-in contra o Atlanta Hawks, Lowry marcou 33 pontos em uma derrota por 116-105. No entanto, três dias depois, o Heat derrotou o Chicago Bulls por 102-91 para garantir a oitava vaga nos playoffs. Nas Finais da NBA, o Heat perdeu em 5 jogos para o Denver Nuggets.
Em 23 de janeiro de 2024, Lowry foi negociado com o Charlotte Hornets, juntamente com uma escolha de primeira rodada do draft, em troca de Terry Rozier. O contrato de Lowry foi posteriormente encerrado em 11 de fevereiro.

### Philadelphia 76ers (2024–Presente)
Em 13 de fevereiro de 2024, Lowry assinou um contrato até o fim da temporada com o Philadelphia 76ers. Em 22 de fevereiro, ele fez sua estreia pelos 76ers, registrando 11 pontos, cinco assistências e quatro rebotes em uma derrota por 110-96 para o New York Knicks.
Em 12 de julho de 2024, Lowry renovou contrato por 1 ano e US$3.3 milhões com os 76ers.

## Carreira na seleção
Lowry era membro da Seleção Americana que ganhou o ouro nos Jogos Olímpicos de 2016, durante os quais obteve médias de 5 pontos e 3,3 rebotes. Ele recebeu elogios por sua defesa e liderança durante o torneio, com o técnico Mike Krzyzewski chamando-o de "herói não conhecido" do time e o assistente do técnico Jim Boeheim o nomeando "o melhor jogador de todos os times".

## Perfil do jogador
O estilo de jogo tenaz de Lowry frequentemente lhe rendeu comparações com um pit bull ou bulldog, com muitos citando sua resistência, liderança e instinto para vencer jogadas na quadra. Curtis Sumpter, seu colega em Villanova, lembra que "Ele não era um cara chamativo. Ele era sólido e capaz de ler as defesas, fazer o passe na hora certa e colocar os caras na posição certa para marcar."
Em 2014, Zach Lowe de Grantland escreveu que Lowry "foi provavelmente o melhor armador da Conferência Leste do início ao fim da temporada de 2013-14, colocando Toronto em seu ataque, reduzindo o ritmo na defesa e usando aquele corpinho atarracado para atrair mais cargas do que qualquer um."
Lowry é considerado um forte reboteiro por sua posição, bem como um defensor de elite. Ele detém o recorde da franquia dos Raptors de mais triplo-duplo.

## Estatísticas da carreira

### NBA

#### Temporada Regular
| Ano      | Equipe       | PJ    | PT  | MPJ  | AP   | 3P   | LL    | RT  | AS  | BR  | TO | PPJ  |
| -------- | ------------ | ----- | --- | ---- | ---- | ---- | ----- | --- | --- | --- | -- | ---- |
| 2006–07  | Memphis      | 10    | 0   | 17.5 | .368 | .375 | .893  | 3.1 | 3.2 | 1.4 | .1 | 5.6  |
| 2007–08  | Memphis      | 82    | 9   | 25.5 | .432 | .257 | .698  | 3.0 | 3.6 | 1.1 | .3 | 9.6  |
| 2008–09  | Memphis      | 49    | 21  | 21.9 | .412 | .246 | .801  | 2.3 | 3.6 | 1.0 | .2 | 7.6  |
| 2008–09  | Houston      | 28    | 0   | 21.7 | .475 | .276 | .800  | 2.8 | 3.5 | .8  | .3 | 7.6  |
| 2009–10  | Houston      | 68    | 0   | 24.3 | .397 | .272 | .827  | 3.6 | 4.5 | .9  | .1 | 9.1  |
| 2010–11  | Houston      | 75    | 71  | 34.2 | .426 | .376 | .765  | 4.1 | 6.7 | 1.4 | .3 | 13.5 |
| 2011–12  | Houston      | 47    | 38  | 32.1 | .409 | .374 | .864  | 4.5 | 6.6 | 1.6 | .3 | 14.3 |
| 2012–13  | Toronto      | 68    | 52  | 29.7 | .401 | .362 | .795  | 4.7 | 6.4 | 1.4 | .4 | 11.6 |
| 2013–14  | Toronto      | 79    | 79  | 36.2 | .423 | .380 | .813  | 4.7 | 7.4 | 1.5 | .2 | 17.9 |
| 2014–15  | Toronto      | 70    | 70  | 34.5 | .412 | .338 | .808  | 4.7 | 6.8 | 1.6 | .2 | 17.8 |
| 2015–16  | Toronto      | 77    | 77  | 37.0 | .427 | .388 | .811  | 4.7 | 6.4 | 2.1 | .4 | 21.2 |
| 2016–17  | Toronto      | 60    | 60  | 37.4 | .464 | .412 | .819  | 4.8 | 7.0 | 1.5 | .3 | 22.4 |
| 2017–18  | Toronto      | 78    | 78  | 32.2 | .427 | .399 | .854  | 5.6 | 6.9 | 1.1 | .2 | 16.2 |
| 2018–19  | Toronto      | 65    | 65  | 34.0 | .411 | .347 | .830  | 4.8 | 8.7 | 1.4 | .5 | 14.2 |
| 2019–20  | Toronto      | 58    | 58  | 36.2 | .416 | .352 | .857  | 5.0 | 7.5 | 1.4 | .4 | 19.4 |
| 2020–21  | Toronto      | 46    | 46  | 34.8 | .436 | .396 | .875  | 5.4 | 7.3 | 1.0 | .3 | 17.2 |
| 2021–22  | Miami        | 63    | 63  | 33.9 | .440 | .377 | .851  | 4.5 | 7.5 | 1.1 | .3 | 13.4 |
| 2022–23  | Miami        | 55    | 44  | 31.2 | .404 | .345 | .859  | 4.1 | 5.1 | 1.0 | .4 | 11.2 |
| 2023–24  | Miami        | 37    | 35  | 28.0 | .426 | .385 | .833  | 3.5 | 4.0 | 1.1 | .4 | 8.2  |
| 2023–24  | Philadelphia | 23    | 20  | 28.4 | .444 | .404 | .848  | 2.8 | 4.6 | .9  | .3 | 8.0  |
| Carreira | Carreira     | 1.138 | 886 | 30.5 | .422 | .353 | .825  | 4.1 | 5.8 | 1.2 | .2 | 13.2 |
| All-Star | All-Star     | 6     | 2   | 22.3 | .354 | .271 | .1000 | 4.2 | 6.7 | 2.3 | .2 | 10.5 |

#### Playoffs
| Ano      | Equipe   | PJ  | PT | MPJ  | AP   | 3P   | LL   | RT  | AS  | BR  | TO | PPJ  |
| -------- | -------- | --- | -- | ---- | ---- | ---- | ---- | --- | --- | --- | -- | ---- |
| 2009     | Houston  | 13  | 0  | 19.5 | .333 | .250 | .742 | 2.9 | 2.5 | .9  | .1 | 5.3  |
| 2014     | Toronto  | 7   | 7  | 38.7 | .404 | .395 | .878 | 4.7 | 4.7 | .9  | .0 | 21.1 |
| 2015     | Toronto  | 4   | 4  | 32.8 | .316 | .217 | .727 | 5.5 | 4.8 | 1.3 | .0 | 12.3 |
| 2016     | Toronto  | 20  | 20 | 38.3 | .397 | .304 | .750 | 4.7 | 6.0 | 1.6 | .2 | 19.1 |
| 2017     | Toronto  | 8   | 8  | 37.6 | .462 | .342 | .818 | 3.1 | 5.9 | 1.5 | .5 | 15.8 |
| 2018     | Toronto  | 10  | 10 | 36.1 | .508 | .444 | .813 | 4.3 | 8.5 | 1.5 | .0 | 17.4 |
| 2019     | Toronto  | 24  | 24 | 37.5 | .440 | .359 | .802 | 4.9 | 6.6 | 1.3 | .3 | 15.0 |
| 2020     | Toronto  | 11  | 11 | 37.5 | .419 | .319 | .800 | 6.5 | 5.8 | 1.7 | .7 | 17.7 |
| 2022     | Miami    | 10  | 10 | 29.5 | .291 | .241 | .789 | 3.6 | 4.7 | 1.2 | .7 | 7.8  |
| 2023     | Miami    | 23  | 1  | 26.1 | .425 | .375 | .939 | 3.5 | 4.4 | 1.0 | .6 | 9.2  |
| Carreira | Carreira | 130 | 95 | 33.3 | .399 | .324 | .805 | 4.3 | 5.3 | 1.2 | .3 | 14.0 |

### Universitário
| Ano      | Equipe    | PJ | PT | MPJ  | AP   | 3P   | LL   | RT  | AS  | BR  | TO | PPJ  |
| -------- | --------- | -- | -- | ---- | ---- | ---- | ---- | --- | --- | --- | -- | ---- |
| 2004–05  | Villanova | 24 | 3  | 23.2 | .421 | .227 | .635 | 3.2 | 2.0 | 1.3 | .2 | 7.5  |
| 2005–06  | Villanova | 33 | 31 | 29.3 | .466 | .444 | .786 | 4.3 | 3.7 | 2.3 | .2 | 11.0 |
| Carreira | Carreira  | 57 | 34 | 26.2 | .443 | .335 | .710 | 3.7 | 2.8 | 1.7 | .2 | 9.2  |

Fonte:

## Vida pessoal
Lowry é casado com Ayahna Cornish. O casal se conheceu enquanto cursava o Cardeal Dougherty High School, onde ela também era uma jogadora de basquete. Ela não apenas jogou na Saint Joseph's University, mas também foi eleita a melhor jogadora por duas temporadas consecutivas. No entanto, ela sofreu uma lesão no LCA que encerrou a sua carreira. O casal tem dois filhos: Karter (nascido em 18 de agosto) e Kameron (nascido em 15 de julho de 2015).